# Paula Rojo
Paula Fernández Vázquez (Mieres, Asturias, 16 de julio de 1990), más conocida como Paula Rojo, es una cantante y compositora española.

## Biografía y carrera
Paula creció en Mieres, Asturias, y comenzó a formarse en música y piano y a cantar en coros escolares desde muy temprana edad. A los 18 años, se trasladó a Galicia para estudiar Traducción e Interpretación en la Universidad de Vigo y empezó a escribir sus propias canciones. Paralelamente, creó el grupo Érase Un Verano, junto al guitarrista Tristán Armas, y comenzó a dar conciertos en Asturias. A principios de 2012, Érase Un Verano participó en el concurso de talentos televisivo Tú sí que vales. Sin embargo, poco tiempo después, el grupo se terminó disolviendo.
En septiembre de 2012, Paula entró en la primera temporada de La Voz, la versión española del programa The Voice. En las audiciones a ciegas interpretó "Chicken Fried" de Zac Brown Band, con los cuatro jueces girándose por ella. Finalmente, entró al equipo de Melendi. Durante los Duelos, Paula luchó contra Yhadira García cantando "Complicated" de Avril Lavigne, y Paula ganó el duelo para llegar a los shows en vivo. Durante el primer programa en directo interpretó "Torn" de Natalie Imbruglia. Los jueces la salvaron y avanzó a la siguiente ronda. En la siguiente ronda interpretó "Our Song" de Taylor Swift, pero los jueces no la salvaron y fue eliminada del programa.
| Actuación                 | Canción                               | Artista original  | Resultado                    |
| ------------------------- | ------------------------------------- | ----------------- | ---------------------------- |
| Audiciones a ciegas       | "Chicken Fried"                       | Zac Brown Band    | Se unió al equipo de Melendi |
| Batallas                  | "Complicated" (contra Yhadira García) | Avril Lavigne     | Ganadora                     |
| Shows en vivo – 1ra Ronda | "Torn"                                | Natalie Imbruglia | Salvada por los jueces       |
| Shows en vivo – 2da Ronda | "Our Song"                            | Taylor Swift      | Eliminada                    |

A pesar de no llegar a la final de La Voz, Paula fue fichada por Universal Music España. Su primer álbum Érase un sueño fue lanzado el 16 de abril de 2013. Su sencillo debut "Solo tú" obtuvo éxito comercial, alcanzando el puesto número cinco en la lista de sencillos españoles. También lanzó la canción "Si me voy (Cups)", la cual se convirtió en el mayor éxito de su carrera.
Enseguida algunas de las canciones de su primer album empezaron a sonar en radios importantes a nivel nacional como Cadena Dial, logrando así más popularidad
El 30 de junio de 2015, lanzó su segundo álbum, Creer para ver.Incluía una canción en inglés : "Good To Be Bad" que logró entrar en la lista de Los 40 Principales
El 12 de enero de 2017, Paula fue anunciada como una de las seis candidatas a representar a España en el Festival de la Canción de Eurovisión 2017. Participó en la final nacional de Objetivo Eurovisión 2017, organizada por TVE, con la canción "Lo que nunca fue", escrita por ella misma y Álvaro Bárcena. Terminó quinta. Ese mismo año salió al mercado su tercer álbum de Estudio: Un Viaje en el Tiempo. Durante ese año y también en 2018 inició una gira para presentar este último álbum en directo.
Tras eso decidió retirarse activamente de la música quedando únicamente como compositora y desarrollandose profesionalmente como profesora de inglés. Actualmente es profesora en un Instituto Público de Oviedo

## Discografía

### Álbumes de estudio
| Título                | Detalles | Posiciones pico en el gráfico |
| Título                | Detalles | SPA                           |
| --------------------- | --- | ----------------------------- |
| Érase un sueño        | - Publicado: 16 de abril de 2013 - Relanzamiento: 29 de octubre de 2013 - Formatos: CD, descarga digital - Sello: Universal Music España | 6                             |
| Creer para ver        | - Publicado: 30 de junio de 2015 - Formatos: CD, descarga digital - Sello: Universal Music España                                        | 6                             |
| Un viaje en el tiempo | - Publicado: 12 de mayo de 2017 - Formatos: CD, descarga digital - Sello: Universal Music España                                         | 30                            |

### Sencillos
| Título             | Año  | Posición alta SPA | Álbum                 |
| ------------------ | ---- | ----------------- | --------------------- |
| "Solo tú"          | 2013 | 5                 | Érase un sueño        |
| "Si me voy (Cups)" | 2013 | –                 | Érase un sueño        |
| "Miedo a querer"   | 2015 | –                 | Creer para ver        |
| "Lo que nunca fue" | 2017 | –                 | Un viaje en el tiempo |